# Арменофобия
Антиарменските настроения, известни също като антиарменизъм и арменофобия, е разнообразен спектър от негативни чувства, антипатии, страхове, отвращение, расизъм, насмешка или предразсъдъци към арменците, Армения и арменската култура. Съвременният антиарменизъм обикновено се изразява чрез противопоставяне на действията или съществуването на Армения, агресивно отричане на арменския геноцид или вяра в арменска конспирация за измисляне на история и манипулиране на общественото и политическото мнение за политическа изгода и е разпространена предимно сред турските, азерските и други тюркски националисти, по-малко - сред ислямските фундаменталисти, а в последните години - и сред путинистите.

## Турция

### Арменският геноцид и неговото отричане
Въпреки че е било възможно арменците да постигнат статут и богатство в Османската империя, като общност те никога не са получавали повече от статут на „граждани от втора класа“ и са били считани за фундаментално чужди на мюсюлманския характер на османското общество. През 1895 г. бунтове сред арменските поданици на Османската империя довеждат до решението на султан Абдул Хамид да избие десетки хиляди арменци в хамидийските кланета.
По време на Първата световна война поради свръхпредставеността на арменците в икономиката на страната и факта, че земите им разделят страната от другите тюркски народи, ставайки пречка за осъществяването на пантюркистките планове, османското правителство избива между 0,7 и 1,5 милиона арменци в Арменския геноцид, който се опитва да осъществи на практика и в Източна Армения. Турското, азербайджанското и пакистанското правителства агресивно отричат Арменския Геноцид, през периода 1997 - 1999 - та специално в близост до един от националните символи на арменците - планината Арарат даже са построени "мемориал" и "музей", обвиняващи още с името си арменците в "геноцид" над турците,, на 19 януари 2007 турски националист застрелва главния редактор на арменския вестник "Агос" Хрант Динк заради борбата му за признаване на Арменския геноцид и разкриването на факта, че осиновената дъщеря на Ататюрк - военният пилот Сабиха Гьокчен е арменка, през периода 2017 - 2021 по Турската държавна телевизия се излъчва сериал, възхваляващ започналия масовото унищожение на арменците султан Абдул Хамид 2-ри, през 2019-та, коментирайки признаването на Арменския геноцид от американската Камара на представителите говорителя на турската националистическа Партия на доброто Явуз Аграли заявява, че турците пак биха осъществили такова "преселение" с арменците, заради което турските деца се кръщават с имената на организиралите геноцида Трима паши - Енвер, Джемал и Талаат, и дори заплашва, че ще започнат да дават името на последния даже на момичетата, а на парадът, отбелязващ азерската победа във Втората Карабахска война турския президент Ердоган възхвалява духа на един от организаторите на геноцида - Енвер паша. Тази позиция беше критикувана в писмо от Международната асоциация на учените за геноцида до тогавашния турски премиер, сега президент – Реджеп Таип Ердоган. А азерската армия през гореспоменатата война е командвана от турски генерали.

## Азербайджан
Aнтиарменизмът или Арменофобията съществува в Азербайджан на институционално и социално ниво. Арменците са най-уязвимата група в Азербайджан в областта на расизма и расовата дискриминация.
През 20 век, Арменци и Мюсюлмански жители на Кавказ са участвали в множество конфликти, включително погроми, кланета и войни.
Двете етнически групи засилват „взаимно недоверие“ и сблъсъците през 20 век изиграват огромна роля за „формирането на националното самосъзнание на двата народа“. В Азербайджан арменофобията е издигната в ранг на Национални политика и идеология, пропагандирани и в чужбина от всички институции, организации и граждани (в това число и опозиционни на азерския режим и с крайнолява идеология) по всички възможни начини, приета е официалната концепция за "200 годишния арменски геноцид над азербайджанците", в "памет" на чиито "жертви" е създаден и официален "възпоменателен ден", а етнонимът „арменец“ се използва широко като обида.
От 1918 г. до 1920 г. в Азербайджан се извършват организирани убийства на арменци, включително в градовете Баку и Шуша, центровете на арменския културен живот под Руска империя. По принание на азербайджанския президент Хейдар Алиев от 2002 г., докато е бил ръководител на Азербайджанска ССР е водел целенасочена политика на азербайджанизация и деарменизация на Нагорни Карабах.  Според признанието на сина му и наследника му на президентския пост Илхам, направено в речта му по време на честванията на 70-ата годишнина от създаването на третия по големина азербайджански град Сумгаит през 2019 г., до оглавяването на съветската република от баща му през 1969 г. азербайджанците в областта са били не повече от 15%, като са били на път да бъдат превърнати в крехко в началото мнозинство, както десетилетия преди това в Нахичеван. Противоарменски погроми са извършени и в периода от 1988 до 1990 година, във връзка със мирно започналата борба на арменците в Арцах за обединение с майчината страна, като по повод на погромът в Сумгаид съветският дисидент Андрей Сахаров казва, че той лишава Азербайджанска ССР от моралното право да запази Нагорни Карабах в състава си. Бакинският погром през периода 13 – 20 януари 1990 г. е осъществен със списъци на имената и адресите на живеещите в града арменци, което предполага, че е организиран с помощта на Азербайджанското партийно ръководство, и за прекратяването му през нощта между 19 и 20 януари същата година в Баку навлизат Съветски войскови части, което събитие е третирано в Азербайджан като "Черен януари", отбелязва се с официалното име "Ден на националната скръб", като загиналите участници в погрома са погребани на почетното "Гробище на мъчениците", поклонението и полагането на венци в което е включено в протокола за посещаващите страната официални чуждестранни посетители. Азербайджанското правителство отрича правото на Армения да съществува, третирайки я като създадена на "азербайджанска територия". След спечелената Втора Карабахска война, през 2021 г. в Азербайджан е пусната пощенска марка, на която специалист "дезинфекцира" областта, и в Баку е съдаден парк на военните трофеи, където са показани каски и восъчни манекени на падналите арменски военнослужещи. Също така след тази победа - и особено след пълното ликвидиране на република Арцах във втората половина на септември 2023 г., при което почти цялото арменско население е подложено на етническо прочистване Азербайджан и Турция се стремят към създаване на така наречения екстериториален "Загнезурски коридор", свързващ Нахичеван със същински Азербайджан и отрязващ от същинска Армения най-южните части на провинция Сюник, създаващо риск и за тяхната загуба. Когато през септември 2022-ра Азербайджан осъществява нахлуване на международнопризната арменска територия, между 13 и 14 септември пленената 36 годишна войник и майка на 3 деца Ануш Апетян е изнасилена, измъчвана и убита особено жестоко чрез разчленяване от азерските агресори, отрязали й караката, поне един пръст, който е поставен в устата й, а едното й око е извадено и заменено с камък, като всичко това е заснето на видео, разпространено в Телеграм. След като Република Арцах е ликвидирана от Азербайджанската армия, няколкодесетки нейни бивши ръководители са арестувани, и за поне 1 от тях - милиардерът Рубен Варданян има данни, че е бил измъчван в затвора.

## Русия
Руски изследовател от 19 век, Василий Лвович Величко е бил активен в периода, когато Руският царизъм е провеждал целенасочена антиарменска политика, пише: „Арменците са крайният случай на брахицефалия; техният действителен расов инстинкт ги прави естествено враждебни към царството.“, като на неговите тези след близо 9 десетилетия идеологически се изгражда азерския противоарменски шовинизъм. Руските власти участват в провокирането на погрома над арменците в Баку през 1905 г., а руската армия под командването на генерал Максуд Аслиханов, изпратена за възстановяване на реда, е проявявала жестокост и е покровителствала азерите в избиването на арменците. Главният редактор на проправителствения официозен вестник "Ново Време" Алексей Суворин оправдава започнатото от Османската империя масово унищожение на арменците като борба с "разбойници" и "революционери" и призовава Русия да прилага същата политика към арменците, независимо че борбата на партия Дашнакцутюн е била само против политиката на насилствена русификация и преди свалянето на руската монархия през 1917 не се е борила за отделяне на Армения от нея, и не съветва за такива мерки спрямо по-революционните поляци. След като през пролетта на 1915 Руските войски освобождават части от Западна Армения вместо да разреши завръщането на арменците там, се планира заселването й с руснаци и казаци, и дори не защитават останалите на освободените територии арменци от жестокостите на кюрдите и черкезите. След победата на болшевиките в Руската гражданска война и създаването върху почти цялата територия на бившата Руска империя на СССР те предават населения с над 90% арменци Арцах на Азербайджанска ССР, където получава само статут на автономна област, а не на автономна република, като прекъсват и сухопътната връзка на Арцах и Армения. До десталинизацията говорещите за арменския геноцид са изпращани в ГУЛАГ и дори разстрелвани като "буржоазни националисти". След като при Перестройката арменците в СССР започват открито да искат обединението на Арцах с Арменска ССР, съветските власти застават на азерска страна, принуждавайки ги да започнат въоръжена борба за Национално обединение. След разпада на СССР руския министър на отбраната Павел Грачев урежда преминаване на непорпорционално голямо количество въоръжение от разформирования Закавказки военен окръг на бившата съветска армия към новата азербайджанска и участие на руски парашутисти в лятното азербайджанско настъпление в Арцах през 92-ра, в резултат на което азерите завземат близо половината от бившата Нагорно-карабахска автономия, а арменското население от тези територии е прогонено.
Според проучване на VTSIOM от 2012 г., 6% от анкетираните в Москва и 3% в Санкт Петербург са „изпитвали чувство за раздразнение и враждебност“ към арменците. През 2000 г. в Русия е имало расистки убийства на арменци. През 2002 г. се случва експлозия в Краснодар близо до Арменската църква, която местната общност е смятала за терористичен акт. При започналите след Втората Карабахска война азерски нахлувания и окупации на международно призната арменска територия граничещата с Азербайджан Русия не изпълнява задълженията си да защити териториалната цялост на Армения като член на военния й блок ОДКБ, в чиито втори по големина град Гюмри има руска военна база. В сайтът "ИноСМИ", споделящ публикации на различни медии по света, са публикувани и материали на турски и азерски медии, отричащи Геноцида, критикуващи международното му признание и криминализирането на отричането му и дори 1, обвиняващ арменците в "геноцид" над турците, а 1 от тези статии е по повод реплика на Патриарх Кирил, с която той отрича не само Арменския геноцид, но и каквито и да е жестокости над християните в Османската империя като цяло, и статиите получават немалък дял "положителни" реакции и коментари. Когато Азербайджанската армия ликвидира окончателно Република Арцах и прогонва арменските й жители, Русия заедно с Турция и Азербайджан отрича това да е етническо прочистване, а проведено по това време в страната социологическо проучване разкрива, че от 18% от запитаните, заели страна по Арцахския въпрос, над половината - 10%, са на страната на Азербайджан. В статия от 21 юли 2024 година руският сайт "Правда.ру" поддържа провежданата от Азербайджан дестабилизационна и терористична кампании във френските колонии, насочена към отделянето им от Франция като отмъщение за поддръжката й спрямо Армения, отново отрича етническата чистка в Арцах, поддържа азерската агресия дори срещу международнопризнати арменски територии, нарича Арцах "окупирана територия" на Азербайджан и обвинява Армения в "реабилитация на нацизма", независимо че именно Арменския геноцид вдъхновява Рафал Лемкин да създаде термина за това престъпление срещу човечеството, а маршалът от Съветско-германската война от арменски произход Иван Баграмян, един от командващите на най-успешното съветско настъпление през войната Операция „Багратион“ е национален герой на страната. В свое интервю за азерския сайт "Caliber.Az" от 5 август 2024 година руският политолог, общественик и публицист Дмитрий Верхотуров нарича Армения "източник на проблеми и безкрайни конфликти" и приема за нормално възможна агресия срещу нея и унищожаването й от страна на Турция и Азербайджан.

## Беларус
На 23 ноември 2023 на среща с генералния секретар на ОДКБ беларуския президент Лукашенко казва, че 9 месечната азерска блокада на Арцах и етническата чистка на арменското му население са "успокоили" обстановката в Постсъветското пространство. Три дни по-рано на сесия на съвета за колективна сигурност на ОДКБ Лукашенко нарича "безпричинни демарши" арменските протести против азерската окупация на 200 квадратни километра международно призната територия. През юни 2024 става ясно, че Беларус е доставяла на водещия агресивна политика против Армения Азербайджан модерно въоръжение, независимо че двете страни са членували в ОДКБ.

## Израел
През 2009 г. Йерусалим Пост съобщава, че от всички християни в Стария град на Йерусалим арменците са най-често оплювани от Хареди и ортодоксални евреи. В интервю от 2013 г. Арменският патриарх в Йерусалим Нурхан Мангуиан заявява, че арменците в Израел се третират като „граждани от трета класа“. Страната доставя на Азербайджан дронове, изиграли вайна роля в азерските победи в Арцах през 2020 и 2023 година.

## Пакистан
Пакистан е единствената държава членка на ООН, която не е признала Република Армения, като се позовава на ислямско фундаменталистката си подкрепа към Азербайджан по конфликта около Арцах. От 2014 г. страната системно доставя оръжие на Азербайджанската армия от най-различни видове - в това число и пакистански изтребители.

## Православни фундаменталисти
Заради монофизитското вероизповедание на арменците в труда си от 1995-та "Православна ли е Арменската църква" един от водещите критици на икуменизма протопрезвитер Теодор Зисис използва за Арменския геноцид термина "известното клане от турците през 1915-та". На 24 септември 2015 година става ясно, че свещеник на РПЦ в Сочи е казал, че турците по време на Геноцида били клали арменците "малко".